# Heinrich Kreutz
Heinrich Karl Friedrich Kreutz, född 28 september 1854 i Siegen, död 3 juli 1907 i Kiel, var en tysk astronom.
Kreutz studerade i Bonn och Berlin under Eduard Schönfelds och Friedrich Tietjens ledning, blev 1880 assistent vid observatoriet i Bonn, där han deltog i utarbetandet av "Südliche Durchmusterung des Himmels", begav sig därefter till Wien, där den teoretiska astronomins mästare, Theodor von Oppolzer, då stod på höjden av sitt rykte, kallades av Tietjen 1882 till Berliner astronomisches Recheninstitut, där han huvudsakligen ägnade sig åt bearbetning av asteroiderna, samt 1883 av Adalbert Krüger till medarbetare i "Astronomische Nachrichten" i Kiel, där han samma år blev andre observator. Efter Krügers död 1896 kallades han till utgivare av "Astronomische Nachrichten". Han verkade även, sedan 1880, som akademisk lärare och utnämndes 1891 till extra ordinarie professor i Kiel.
I en högt uppskattad doktorsavhandling bestämde Kreutz av 1 156 observationer banan för komet 1861 II till en ellips med en omloppstid av 409,4 år och en osäkerhet av endast 0,367 år. Sedermera bestämde han i Wien banan för den omtvistade kometen 1771 till en parabel. Det största uppseende väckte hans undersökningar av kometerna 1880 I och 1882 II. Den omständigheten, att 1882 års komets kärna delade sig i fyra, vilka var för sig beskrev skilda banor, väckte åter till eftertanke frågan om kometers sammanhörighet i system. Kreutz påvisade, att kometens delning skett vid passagen förbi solen. Det lyckades honom ock att uppvisa, att såväl dessa båda kometer 1880 I och 1882 II som kometen 1843 I tillhörde ett gemensamt system kometer, som i nära nog lika banor röra sig kring solen (Kreutz-gruppen). Även kometerna 1668 och 1680 ansåg Kreutz möjligen tillhöra samma grupp; enligt Wilhelm Klinkerfues tillhör även kometen av år 371 f.Kr. densamma.
Asteroiden 3635 Kreutz är uppkallad efter honom.